# Robert Adler
Robert Adler (4 de desembre de 1913 - † 17 de febrer de 2007) va ser l'inventor del comandament a distància.

## Biografia
Va néixer a Viena a finals de l'any 1913. Juntament amb Eugene Polley va inventar el comandament a distància per canviar de canal sense moure's del sofà, així com un "touch-sensor" acústic entre altres desenes de patents.
Va morir a l'edat de 93 anys, a Boise, Idaho, per una insuficiència cardíaca.